# Klippdykning vid världsmästerskapen i simsport 2015
Klippdykning vid världsmästerskapen i simsport 2015 i Kazan avgjordes mellan 3 augusti och 5 augusti. Två tävlingar fanns på programmet, en för herrar och en för damer. Dykningen skedde dock inte från klippor utan från en plattform byggd vid floden Kazankas strand. 
Detta var andra gången som tävlingar i klippdykning avgjordes under ett världsmästerskap i simsport.

## Medaljsummering
| Disciplin       | Guld                   | Silver                        | Brons                  |
| Damer 20 meter  | Rachelle Simpson (USA) | Cesilie Carlton (USA)         | Jana Nestsiarava (BLR) |
| Herrar 27 meter | Gary Hunt (GBR)        | Jonathan Paredes Bernal (MEX) | Artem Siltjenko (RUS)  |